# Gibbon (Nebraska)
Gibbon è un comune degli Stati Uniti d'America, situato in Nebraska, nella contea di Buffalo.